# Hercostomus tjibodas
Hercostomus tjibodas är en tvåvingeart som först beskrevs av Meijere 1916.  Hercostomus tjibodas ingår i släktet Hercostomus och familjen styltflugor. Inga underarter finns listade i Catalogue of Life.